# ウィンダミア支線
ウィンダミア支線 (Windermere Branch Line) はイングランド・カンブリアのオクセンホルムとケンダル、ウィンダミアを結ぶ鉄道路線である。もとは、ケンダル・アンド・ウィンダミア鉄道の一部であった。
運行はファースト・トランスペナイン・エクスプレス、車両は185形気動車が使用されている。

## 参照
- 英語版にあるウィンダミア駅の写真。